# Alpha-cursus

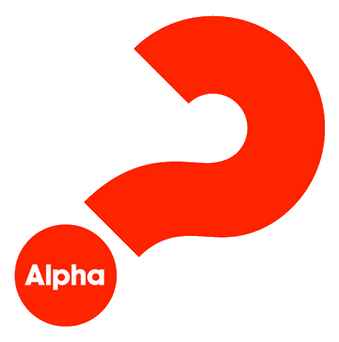
Alpha logo

De Alpha-cursus is een basiscursus over het christelijk geloof.

## Oorsprong
De cursus is aan het begin van de jaren 90 in Engeland ontwikkeld door Nicky Gumbel, een hulpprediker in de Anglicaanse Kerk. Hij merkte dat er behoefte was aan een dergelijke "inleiding tot het christendom" onder pas bekeerde christenen of niet-christenen die hun kennis over het christelijk geloof wilden vergroten. De cursus wordt vanaf halverwege de jaren negentig ook in Nederland gegeven. In 1995 werd Alpha Nederland in Amersfoort opgericht, met protestantse en evangelische achtergrond. Drie jaar later, in 1998, volgde het Katholiek Alpha Centrum eerst in Den Haag, later in Leiden, dat de cursus in katholieke setting aanbiedt.

## Doelstelling
Hoewel de cursus door de cursusleiding wel als een vorm van evangelisatie gezien wordt, is het primaire doel niet om "mensen te bekeren", maar om de kennis van de cursusleden uit te breiden. De cursus richt zich dan ook uitdrukkelijk zowel op gelovigen als op niet-christenen.

## Opzet
De cursus heeft een standaardopzet die bestaat uit tien avonden en een weekend. Tijdens bijeenkomsten in informele huiselijke sfeer wordt er van gedachten gewisseld over een vast aantal onderwerpen en vertellen de in de cursisten en leiding hoe zij tegen deze onderwerpen aankijken. Een cursusgroep bestaat uit ongeveer de helft cursisten en de helft begeleiders. Dit zorgt ervoor dat het geloof voldoende aan bod komt om het een basiscursus over het christendom te laten zijn en geen algemene discussiebijeenkomst over religie. De onderwerpen die achtereenvolgens aan de orde komen, zijn: 
1. Christelijk geloof: saai, onwaar en achterhaald? (inleiding)
2. Wie is Jezus?
3. Waarom is Jezus gestorven aan het kruis?
4. Hoe kan ik zeker zijn van mijn geloof?
5. De bijbel lezen: waarom en hoe?
6. Bidden: waarom en hoe?
7. Hoe leidt God ons?
8. Wie is de Heilige Geest?
9. Wat doet de Heilige Geest?
10. Hoe kan ik vervuld worden met de Heilige Geest?
11. Hoe maak ik het beste van mijn leven?
12. Hoe kan ik me verdedigen tegen het kwaad?
13. Waarom en hoe zou ik het anderen vertellen?
14. Geneest God vandaag de dag nog?
15. Hoe zit het met de kerk?

## Varianten
De cursus bestaat in verschillende varianten met verschillende doelgroepen. Zo is er "Alpha Youth " voor jongeren tot een jaar of 18, en "Alpha Students" waarin niet-christelijke studenten met christelijke medestudenten van gedachten wisselen. De cursus wordt in meer dan 160 landen aangeboden. 
Alpha Youth wordt vaak in kerken gegeven aan de eigen kerkjeugd, omdat christelijke basiskennis soms bij de opvoeding ontbreekt. De cursussen worden ook aangeboden na een evangelisatieactie om geïnteresseerden en bekeerlingen meer te kunnen inwijden in wat het christelijk geloof inhoudt. Alpha Youth is ontwikkeld door Alpha Nederland in samenwerking met Youth for Christ. Er bestaat ook een Alpha voor gedetineerden en een Alpha voor op het werk.